# 汪家乡 (广元市)
汪家乡，是中华人民共和国四川省广元市朝天区曾经下辖的一个乡。2019年12月，撤销汪家乡、李家乡，设立李家镇，以原汪家乡和原李家乡卫星村、民主村、青林村、张家坝村、流水村、新建村、永乐村所属行政区域为李家镇的行政区域。

## 行政区划
汪家乡撤销前下辖以下地区：
易兴村、永龙村、水观村、蒋家村、王家垭村、协议村和黄泥村。